# Haggöl (Blackstads)
Haggöl is een Zweeds meer in de parochie Blackstads, Småland. Het meer is onderdeel van de Europese Natura 2000.